# Salische mythologie
De Salische mythologie omvat de mythologie van de Salische Franken. Dit Germaanse volk had een polytheïstische geloofsovertuiging, waarvan vermoed wordt dat die op enkele punten afweek van de algemene Germaanse mythologie. Het heidense geloof bloeide tot aan de bekering van Clovis tot het christendom, waarna het langzaam verdween.
De hedendaagse kennis van de vroegere Germaanse voorstellingen is voldoende om grote overeenkomsten te vermoeden tussen de continentale en Scandinavische vormen daarvan, hoewel de laatste de overgrote meerderheid vertegenwoordigt van het geheel aan bronnen dat ons ter beschikking staat. De basiselementen van de Germaanse traditie kunnen worden gereconstrueerd, in het bijzonder de drievoudige structuur die, in overeenstemming met andere Indo-Europese geloofssystemen, een driedeling in de religieuze dienst laat zien - in de Germaanse wereld gedefinieerd door hemel, oorlog en vruchtbaarheid en vertegenwoordigd door de drie voornaamste godheden: Wodan/Odin, Donar/Thor en Fricco/Freyr. Echter, de dienst die aan deze triade werd gewijd was flexibel. De relatie met de goden beantwoordde aan de specifieke noden van groepen en stamverbanden, zodat een zekere mate van lokale variatie kan worden opgemerkt afhankelijk van tijd, streek en volk, zodat soms de nadruk op een bepaalde god valt (zoals Thor in Uppsala) en anderen terzijde worden geschoven (zoals mogelijk gebeurde met Wodan in de gebieden waar Hoogduits wordt gesproken). Wat betreft de Salische Franken week de dienst af van de Scandinavische in de nadruk die bij het Frankische pantheon gelegd werd op de vruchtbaarheidsgoden.
Hoewel bijvoorbeeld de speer een attribuut was van zowel Wodan als de Merovingische vorsten, werd er - in tegenstelling tot veel andere Germaanse stammen - geen afstamming van Wodan opgeëist. Daarvoor in de plaats was er sinds de vroege Merovingische tijd de traditie van een door ossen of stieren getrokken kar. De dieren die de kar trokken, hadden een bijzondere status. Volgens de Salische wet werd het stelen van deze dieren vergolden met onevenredig hoge straffen. In het graf van Childeric werd een kunstig uit goud bewerkte stierenkop gevonden. Dit zou kunnen wijzen op een herinnering aan een oud vruchtbaarheidsritueel verbonden aan het Merovingische koningschap, overeenkomstig de berichten van Tacitus, die schreef over een gebruik onder de Germanen aan de Noordzeekust waarbij een vruchtbaarheidsgodin met de naam Nerthus werd rondgereden in een kar voortgetrokken door koeien. Deze "godin" wordt tegenwoordig algemeen opgevat als een Romeinse misvatting over de god Freyr, die zelf sterk verbonden is aan een god met de overeenkomstige (Oud Noorse) naam Njord. Deze Nerthus, waarvan de eredienst ook mensenoffers in de veenmeren behelsde, wordt ook wel gezien als de oorsprong van het Merovingische verhaal over de verwekking van Meroveus, de mythische voorouder waarnaar de dynastie werd vernoemd, volgens welk de Frankische koning Chlodeo een zomers bad met zijn vrouw nam toen zij werd aangevallen door een soort zeemonster, dat Fredegar beschreef als een verschijning ergens tussen Neptunis en de Minotaurus in, zodat het onbekend was of Meroveus was verwekt door Chlodeo, of door het monster. De rit van Frankische koningen op hun door stieren voortgetrokken karren door het land zou zo gezien kunnen worden als de heropvoering van een oud ritueel dat de zegenende tocht van hun goddelijke voorouder vertegenwoordigde.
De Salische Franken, ook al behoorden zij bij de Germaanse stammengroep die bekendstaat als Rijn-Weser, waren nauw verbonden met de Germaanse groepen die langs de Noordzee woonden. Daarmee deelden zij een speciale toewijding aan de god Ing, algemeen opgevat als een synoniem voor Freyr, wiens cultus nog steeds kan worden ontwaard in de tijd van Clovis.

## Voetnoten
1. ↑  Pseudo-Fredegar, Hist. III, 9. (in: M.G.H. SS. R. M. t.II, Hannover 1888)
2. ↑  Germanic Paganism among the Early Salian Franks - Eduardo Fabbro, M.A., University of Brasilia, The Journal of Germanic Mythology and Folklore, Volume 1, Issue 4, August 2006